# حسین‌آباد شماره ۱
حسین‌آباد شماره ۱ یک روستا در ایران است که در دهستان شریف‌آباد (سیرجان) واقع شده‌است.